# Zamek Serrant
Zamek Serrant (fr. Château de Serrant)  – renesansowy zamek położony w dolinie Loary, w miejscowości Saint-Georges-sur-Loire w departamencie Maine i Loara, ok. 15 km na zachód od Angers.